# Ingeborg Schmitz
Ingeborg Schmitz   (Berlín, 22 d'abril de 1922) és una ex-nedadora alemanya que va competir durant la dècada de 1930.
El 1936 va prendre part en els Jocs Olímpics de Berlín, on disputà dues proves del programa de natació. Guanyà la medalla de plata en la competició dels 4×100 metres lliures formant equip amb Ruth Halbsguth, Leni Lohmar i Gisela Arendt, mentre en els 100 metres lliures quedà eliminada en sèries. En el seu palmarès també destaquen tres títols nacionals, un dels 100 i dos dels 400 metres lliures.